# Ekspozycja (wspinaczka)
Ekspozycja – w żargonie wspinaczkowym jest to widok z formacji górskiej jak np. grań, komin, ściana skalna czy półka na szeroką i wolną przestrzeń. 
W tym sensie znaczna ekspozycja oznacza otwartość formacji. Nie jest to określenie tożsame z wysokością, która może być znaczna jednak z powodów budowy formacji np. w kominie wspinacz może nie mieć świadomości wysokości (zasłonięcie przez ściany komina), a tym samym ekspozycja będzie niewielka.